# Strażnica KOP „Prawy Las”
Strażnica KOP „Prawy Las” – zasadnicza jednostka organizacyjna Korpusu Ochrony Pogranicza pełniąca służbę ochronną na granicy polsko-niemieckiej.

## Formowanie i zmiany organizacyjne
W 1927, w składzie 6 Półbrygady Ochrony Pogranicza, został sformowany 29 batalion odwodowy. W 1928 w skład batalionu wchodziło 7 strażnic. W latach 1928–1938 w strukturze organizacyjnej kompanii granicznej KOP „Filipów” funkcjonowała strażnica KOP „Prawy Las”. Strażnica liczyła około 18 żołnierzy i rozmieszczona była przy linii granicznej z zadaniem bezpośredniej ochrony granicy państwowej.
W 1932 obsada strażnicy zakwaterowana była w budynku popolicyjnym. Strażnicę z macierzystą kompanią łączył trakt długości 11 km i droga polna długości 11,4 km.

## Służba graniczna
Podstawową jednostką taktyczną Korpusu Ochrony Pogranicza przeznaczoną do pełnienia służby ochronnej był batalion graniczny. Odcinek batalionu dzielił się na pododcinki kompanii, a te z kolei na pododcinki strażnic, które były „zasadniczymi jednostkami pełniącymi służbę ochronną”, w sile półplutonu. Służba ochronna pełniona była systemem zmiennym, polegającym na stałym patrolowaniu strefy nadgranicznej, wystawianiu posterunków alarmowych, obserwacyjnych i kontrolnych stałych, patrolowaniu i organizowaniu zasadzek w miejscach rozpoznanych jako niebezpieczne, kontrolowaniu dokumentów i zatrzymywaniu osób podejrzanych, a także utrzymywaniu ścisłej łączności między oddziałami i władzami administracyjnymi.
Strażnica KOP „Prawy Las” w 1932 ochraniała pododcinek granicy państwowej szerokości 6 kilometrów 500 metrów od słupa granicznego nr 279 do 288, a w 1938 pododcinek szerokości 7 kilometrów 520 metrów od słupa granicznego nr 279 do 289.
Sąsiednie strażnice:
- strażnica KOP „Przerośl” ⇔ strażnica KOP „Rakówek” – 1928[2] i 1929[3]
- strażnica KOP „Przerośl” ⇔ strażnica KOP „Polulkiemie” – 1932[4], 1934[5] i 1938[6].

## Dowódcy strażnicy
- plut. Michał Pleszko[8],
- plut. Stanisław Wełnic (1928),
- st. sierż. Franciszek Siegel (III 1930)[9],
- plut. Władysław Wilczyński (od XI 1931 do IV 1935),
- tyt. plut./plut. Jan Horodyski (od IV 1935 do 2 IV 1938)
- plut. Władysław Bąba (od 2 IV 1938 do 15 I 1939).